# Sintoide
Un Sintoide  es un tipo ficticio de forma de vida artificial. El término se originó en la serie de dibujos animados de televisión G.I. Joe: A Real American Hero, y desde entonces también se ha utilizado en otros medios.

## Como se usa en G.I. Joe
El término "sintoide" se vio por primera vez en el episodio de dos partes de G.I. Joe "The Synthoid Conspiracy". Esta tecnología de réplica sigilosa fue desarrollada por Zartan al servicio de la organización terrorista Cobra.
Los sintoides parecen estar moldeados a partir de un material similar a un polímero que puede programarse para asumir forma humana, duplicando la ropa, la voz y las características de comportamiento del sujeto original. Creadas para operaciones de engaño e infiltración, las unidades sintoides pueden pasar superficialmente por seres humanos genuinos, que exhiben inteligencia y personalidad autónoma, aunque con lealtades que siempre actúan en interés de Cobra. Todos los sintoides están equipados con un mecanismo de autodestrucción que se puede activar de forma remota para disolver sus cuerpos en una sustancia viscosa gris sin forma.
Cobra usó por primera vez los sintoides para reemplazar a varios comandantes militares de G.I. Joe en un complot para socavar la capacidad de combate del equipo. El Comandante Cobra y Zartan también intentaron reemplazar a Destro con un sintoide también. Con los sintoides haciéndose pasar por miembros del Comité de Presupuesto del Congreso, los falsos comandantes procedieron a emitir recortes presupuestarios e impusieron restricciones de suministro paralizantes, con el objetivo de disolver eventualmente al Equipo Joe. Aunque sus recursos se agotaron hasta la desesperación, los Joe finalmente se enteraron del plan de Cobra con la ayuda de Destro y lograron desinflarlo, rescatando al comité real. En cuanto a los sintoides, el que se hizo pasar por Duke se acercó al Comandante Cobra y le dio su identidad; Sin embargo, cuando el Comandante decidió impulsivamente disolverlo para verificar su identidad, inició la función en una configuración demasiado alta, lo que provocó que todos los sintoides se desactivaran y expusieran su presencia en el ejército de los EE. UU.
En el episodio de dos partes "No hay lugar como Springfield", Cobra empleó sintoides en masa en un esquema para extraer información clasificada del miembro del equipo G.I. Joe, Shipwreck, a quien se le impartió conocimiento secreto sobre armas bajo sugerencia hipnótica. Cobra logra capturar de forma encubierta a Shipwreck, colocándolo bajo vigilancia sin saberlo en una ciudad simulada poblada de duplicados sintoides de sus conocidos con la esperanza de obtener la información secreta de él. Esta versión se actualizó para que la masa del sintoides pudiera reconstituirse para un uso repetido. Esta fue la última instancia de sintoides que aparecen en la caricatura de G.I. Joe.

## En otros medios
La tecnología sintoide resurgió más tarde en otra serie producida por Sunbow, The Transformers. En el episodio "Only Human", un terrorista llamado Old Snake captura varios Autobots y descarga sus personalidades de su forma de robot en cuerpos sintoides.
Los sintoides también se vieron en Batman del futuro, siendo formas de vida artificiales con especificaciones técnicas similares a las de las contrapartes de G.I. Joe. El sintoides más destacado del programa fue Zeta (que también recibió su propio programa derivado), una unidad de infiltración diseñada para buscar y destruir personas específicas, y capaz de disfrazarse holográficamente como cualquier individuo que haya visto y crear apariencias personalizadas a través de la mezcla de rasgos físicos.
Una tecnología similar fue creada en Kim Possible aquí llamada "sintodrone". Si bien aparentemente se creó para usar como soldados, se usa con el propósito de distraer al personaje principal con su novio ideal. A diferencia de los ejemplos anteriores, el sintodrone parece ser una sustancia viscosa orgánica alojada en una funda humanoide especial, que cuando se daña por un pinchazo se apaga.
Men in Black: The Series también presenta esta tecnología, para minimizar las pérdidas de personal humano real en misiones altamente peligrosas contra los alienígenas o para borrar rastros de evidencia si la identidad de un agente se ve comprometida.
Una tecnología androide similar a los sintoides se encontraban en el piloto de la serie Otherworld.